# Kecerkosztolány
Kecerkosztolány (szlovákul: Kecerovské Kostoľany) Kecer településrésze, korábban önálló falu Szlovákiában, a Kassai kerület Kassa-vidéki járásában.

## Fekvése
Kassától 21 km-re északkeletre, az Ósva-patak bal partján fekszik. Kecer keleti részét alkotja.

## Története
A lipóci uradalom egyik legrégibb települése, mely 1229-ben már biztosan létezett. Itt épült az uradalom legrégibb temploma is, melyet 1282-ben említenek először. 1367-ben „Eghazaslipolch” néven, később „Felselipolch” néven említi oklevél. 1427-ben 25 lakosa volt. 1567-ben Perényi Gábor, 1572-ben Homonnay Ferenc birtoka. 1572-ben említik először Kosztolányként „Kozstelyan” alakban.
A 18. század végén Vályi András így ír róla: „KOSZTOLÁN. Tót falu Sáros Várm. földes Ura a’ K. Kamara, lakosai katolikusok, és másfélék is, fekszik Keczer Peklinnek szomszédságában, mellynek filiája, határjának egy része sovány, de réttye jó, erdeje, legelője, és közel való piatzozása van.”
Fényes Elek 1851-ben kiadott geográfiai szótárában így ír a faluról: „Keczer-Kosztolán, Sáros v. tót mv., Ránkhoz 1 mfld: 39 kath., 268 evang., 9 zsidó lak. Jó rét és legelő. Erdő. F. u. a kamara.”
1910-ben 286, túlnyomórészt szlovák lakosa volt. A trianoni diktátumig Sáros vármegye Lemesi járásához tartozott.
Kecerpeklénnyel 1975-ben egyesítették Kecer néven.

## Nevezetességei
Szent László király tiszteletére szentelt, római katolikus temploma 1602-ben épült.

## Külső hivatkozások
- Képes ismertető (szlovákul)
- Kecerkosztolány Szlovákia térképén

## Lásd még
- Kecer
- Kecerpeklény